# Kealedji
Kealedji (Kowaliga), jedno odplemena Muskogee Indijanaca koji su obitavali do sredine prve polovice 19. stoljeća na selima u području rijeke Ocmulgee i na Kialaga ili Kowaliga Creeku u okrugu okrug Elmore, Alabama|Elmore ili Tallapoosa u Alabami. Popisom iz 1832. bilo je 591 Indijanac i dva crna roba, a plemenom su dominirale obitelji Harjo, Yoholo, Fixico i Emarthlar koje danas nalazimo u Oklahomi. Godine 1836. preko Arkansasa su s Hilibima i Muskogeema iz sela Fish Pond (sveukupno 511) preseljeni u Oklahomu. 

## Vanjske poveznice
- Lake Martin: Alabama's Crown Jewel